# Sabon Guida
Sabon Guida est une localité et une commune rurale du Niger, du département de Madaoua, région de Tahoua.

## Géographie
Sabon Guida est située à 23 km au sud du chef-lieu départemental Madaoua.  
|            | Galma Koudawatché | Madaoua |
| Doguéraoua | Ourno             | Bangui  |
|            | Gada ( Nigeria)   |         |

## Histoire
La commune rurale de Sabon Guida instaurée en 2002 est issue du canton de Madaoua. 

## Population
Lors du recensement général de 2012, la population communale est relevée à 103 232 habitants. La localité compte 6 579 habitants en 2012.

## Localités
La commune s'étend sur 142 localités.

## Services et infrastructures
- Centre de Santé Intégré (CSI) à Sabon Guida, Eroufa[4].
- Collège d'enseignement général (CEG) à Sabon Guida, Manzou.
- Centre de formation des métiers (CFM) à Sabon Guida.